# Alsófüle
Alsófüle (románul: Filea de Jos) falu Romániában, Kolozs megyében, Tordától északkeletre.

## Története
Nevének első említése 1450-gől maradt fenn Alsofile alakban. További névváltozatok: Alsoffyle, Alsofylee (1456), Alsofwle (1500), Also-File (1733). 1456-ban Léta várának a tartozéka volt. Görögkatolikus fatemploma 1739-ben épült.
1850-ben 413, 1880-ban 524, 1900-ban 574, 1920-ban 653, 1941-ben 798 lakosa volt, döntő többségben románok. A falu a 19. század végén Torda-Aranyos vármegye Alsójárai járásához tartozott.